# Wolga-Baltische waterweg
De Wolga-Baltische waterweg is een serie van rivieren, kanalen en meren die samen een verbinding vormen tussen de Oostzee en de Wolga. De eerste schepen voeren aan het begin van de 19e eeuw over deze route. In de jaren 60 werd het geheel gemoderniseerd om grotere schepen toegang te geven tot de waterverbinding. De waterweg ligt tussen Tsjerepovets en het Onegameer en is 368 kilometer lang.
Na de verovering door Peter de Grote op de Zweden, kreeg Rusland een haven aan de Oostzee. Sint-Petersburg werd gebouwd en een goede verbinding tussen de nieuwe hoofdstad en het achterland was noodzakelijk. De Wolga was destijds al een belangrijke verkeersader die vanuit het zuiden bijna helemaal tot het noorden van Rusland reikte.
Tussen 1703 en 1722 werd een kanaal tussen de rivieren Tvertsa en Tsna, op de grens van de stroomgebieden van de Wolga en de Oostzee. Vysjni Volotsjok kreeg een centrale rol als haven waar de vracht werd overslagen. Bijna een eeuw later nam Alexander I van Rusland het initiatief voor een verder uitbreiding met een kanaal naar Tichvin en het Mariinsk kanaal. Dit laatste kanaal verbond Rybinsk en het Onegameer. Dit meer staat via de Svir in contact met de Ladogameer, vanwaar via de Neva de Finse Golf wordt bereikt. In 1933 kwam het Witte Zeekanaal klaar en konden schepen van het Oganomeer ook de Witte Zee bereiken.
In de Sovjetperiode werd het kanaal diverse malen aangepast en gemoderniseerd om de reistijd in te korten, de vaart veiliger te maken en grotere schepen toe te laten. Oude sluizen werden vervangen waardoor er minder nodig waren en grotere schepen gebruik konden maken van het kanaal. Schepen tot 5000 ton en max. 210 meter kunnen gebruik maken van de waterweg. Het wordt nog steeds gebruikt voor het transport van aardolie, hout en voor toerisme. 